# Mistrzostwa Świata Juniorów w Biathlonie 1999
Mistrzostwa Świata Juniorów w Biathlonie 1999 odbyły się w słoweńskim miasteczku Pokljuka, w dniach 17 lutego - 21 lutego 1999 roku. Rozegrane zostały 4 konkurencje: bieg indywidualny, bieg sprinterski, bieg pościgowy i bieg sztafetowy. Wszystkie konkurencje zostały rozegrane dla mężczyzn i kobiet. W sumie odbyło się 8 biegów.

## Wyniki kobiet (juniorki)

### Bieg sprinterski - 7,5 km[1]
- Data: 17 lutego 1999

| Medal | Zawodnik          | Narodowość | Strzelanie | Wynik   | Strata  |
| ----- | ----------------- | ---------- | ---------- | ------- | ------- |
|       | Martina Glagow    | Niemcy     | 0+0        | 24:13.5 |         |
|       | Linda Tjørhom     | Norwegia   | 0+0        | 24:54.6 | +41.1   |
|       | Magdalena Grzywa  | Polska     | 0+1        | 24:55.6 | +42.1   |
| ...   | ...               | ...        | ...        | ...     | ...     |
| =17.  | Adrianna Babik    | Polska     | 2+1        | 27:04.8 | +2:51.3 |
| 19.   | Magdalena Gwizdoń | Polska     | 2+1        | 27:13.0 | +2:59.5 |
| 33.   | Aldona Sobczyk    | Polska     | 2+1        | 28:16.0 | +4:02.5 |

### Bieg pościgowy - 10 km[2]
- Data: 18 lutego 1999

| Medal | Zawodnik          | Narodowość | Strzelanie | Wynik   | Strata  |
| ----- | ----------------- | ---------- | ---------- | ------- | ------- |
|       | Martina Glagow    | Niemcy     | 1+0+0+2    | 34:56.4 |         |
|       | Linda Tjørhom     | Norwegia   | 0+1+2+1    | 36:22.2 | +1:25:8 |
|       | Michela Ponza     | Włochy     | 0+0+2+1    | 36:23.4 | +1:27.0 |
| 4.    | Magdalena Grzywa  | Polska     | 0+0+2+1    | 36:35.9 | +1:39.5 |
| ...   | ...               | ...        | ...        | ...     | ...     |
| 16.   | Magdalena Gwizdoń | Polska     | 1+1+0+3    | 40:00.1 | +5:03.7 |
| 17.   | Adrianna Babik    | Polska     | 1+1+3+1    | 40:14.5 | +5:18.1 |

### Bieg indywidualny - 12,5 km[3]
- Data: 20 lutego 1999

| Medal | Zawodnik          | Narodowość | Strzelanie | Wynik   | Strata  |
| ----- | ----------------- | ---------- | ---------- | ------- | ------- |
|       | Sabine Flatscher  | Niemcy     | 1+0+0+0    | 43:58.6 |         |
|       | Simone Denkinger  | Niemcy     | 1+0+0+0    | 44:23.8 | +25.2   |
|       | Linda Tjørhom     | Norwegia   | 0+0+2+0    | 45:28.7 | +1:30.1 |
| ...   | ...               | ...        | ...        | ...     | ...     |
| 13.   | Magdalena Grzywa  | Polska     | 0+1+1+2    | 48:12.8 | +4:14.2 |
| 16.   | Magdalena Gwizdoń | Polska     | 0+0+2+1    | 48:57.4 | +4:58.8 |
| 24.   | Adrianna Babik    | Polska     | 0+2+0+1    | 50:31.5 | +6:32.9 |
| 40.   | Aldona Sobczyk    | Polska     | 0+3+1+1    | 53:36.9 | +9:38.3 |

### Bieg sztafetowy - 3 x 7,5 km[4]
- Data: 21 lutego 1999

| Medal | Drużyna                                                            | Strzelanie                      | Wynik     | Strata  |
| ----- | ------------------------------------------------------------------ | ------------------------------- | --------- | ------- |
|       | Niemcy · Simone Denkinger · Sabine Flatscher · Martina Glagow      | 0+3 0+5 0+1 0+3 0+2 0+0 0+0 0+2 | 1:14:53.4 |         |
|       | Rosja · Anastasija Oczagowa · Jekatierina Utoczkina · Anna Bogalij | 0+2 0+4 0+1 0+2 0+0 0+0 0+1 0+2 | 1:16:38.3 | +1:44.9 |
|       | Polska · Magdalena Grzywa · Magdalena Gwizdoń · Adrianna Babik     | 0+0 2+7 0+0 0+1 0+0 0+3 0+0 2+3 | 1:17:03.7 | +2:10.3 |

## Wyniki mężczyzn (juniorzy)

### Bieg sprinterski - 10 km[5]
- Data: 17 lutego 1999

| Medal | Zawodnik          | Narodowość | Strzelanie | Wynik   | Strata  |
| ----- | ----------------- | ---------- | ---------- | ------- | ------- |
|       | Syver Berg-Domaas | Norwegia   | 0+0        | 25:55.0 |         |
|       | Igor Gain         | Rosja      | 0+1        | 26:51.7 | +56.7   |
|       | Michaił Koczkin   | Rosja      | 1+2        | 26:58.7 | +1:03.7 |
| ...   | ...               | ...        | ...        | ...     | ...     |
| 21.   | Bartłomiej Golec  | Polska     | 3+1        | 28:09.4 | +2:14.4 |
| 44.   | Michał Piecha     | Polska     | 0+0        | 29:12.2 | +3:17.2 |
| 52.   | Robert Ponikwia   | Polska     | 0+2        | 29:33.4 | +3:38.4 |
| 58.   | Ryszard Szary     | Polska     | 0+3        | 29:53.4 | +3:58.4 |

### Bieg pościgowy - 12,5 km[6]
- Data: 18 lutego 1999

| Medal | Zawodnik          | Narodowość | Strzelanie | Wynik   | Strata  |
| ----- | ----------------- | ---------- | ---------- | ------- | ------- |
|       | Syver Berg-Domaas | Norwegia   | 0+1+1+0    | 37:36.7 |         |
|       | Michaił Koczkin   | Rosja      | 1+0+2+0    | 38:15.0 | +38.3   |
|       | Per Eriksson      | Szwecja    | 1+0+1+1    | 38:42.1 | +1:05.4 |
| ...   | ...               | ...        | ...        | ...     | ...     |
| 40.   | Michał Piecha     | Polska     | 0+2+1+0    | 45:18.0 | +7:41.3 |
| 42.   | Bartłomiej Golec  | Polska     | 3+2+4+4    | 45:26.7 | +7:50.0 |

### Bieg indywidualny - 15 km[7]
- Data: 20 lutego 1999

| Medal | Zawodnik          | Narodowość | Strzelanie | Wynik   | Strata  |
| ----- | ----------------- | ---------- | ---------- | ------- | ------- |
|       | Syver Berg-Domaas | Norwegia   | 0+0+0+1    | 43:09.4 |         |
|       | Mika Kaljunen     | Finlandia  | 0+0+0+1    | 43:49.9 | +40.5   |
|       | Fabian Mund       | Niemcy     | 0+0+0+1    | 44:16.3 | +1:06.9 |
| ...   | ...               | ...        | ...        | ...     | ...     |
| 15.   | Bartłomiej Golec  | Polska     | 1+1+1+2    | 48:15.7 | +5:06.3 |
| 23.   | Robert Ponikwia   | Polska     | 1+0+0+2    | 49:02.4 | +5:53.0 |
| 36.   | Michał Piecha     | Polska     | 0+0+2+1    | 50:11.3 | +7:01.9 |
| 56.   | Ryszard Szary     | Polska     | 2+3+1+1    | 52:55.9 | +9:46.5 |

### Bieg sztafetowy - 4 x 7,5 km[8]
- Data: 21 lutego 1999

| Medal | Drużyna                                                                                   | Strzelanie                              | Wynik     | Strata  |
| ----- | ----------------------------------------------------------------------------------------- | --------------------------------------- | --------- | ------- |
|       | Szwecja · David Ekholm · Per Eriksson · Mikael Hagström · Sven Johansson                  | 0+2 0+4 0+0 0+1 0+0 0+0 0+1 0+2 0+1 0+1 | 1:29:50.0 |         |
|       | Norwegia · Jon Kristian Svaland · Geir Ole Steinslett · Stian Eckhoff · Syver Berg-Domaas | 0+5 2+9 0+2 1+3 0+3 0+2 0+0 0+1 0+0 1+3 | 1:29:54.7 | +4.7    |
|       | Niemcy · Fabian Mund · Andreas Stadler · Tillmann Helk · Daniel Graf                      | 0+5 0+5 0+0 0+3 0+3 0+1 0+1 0+0 0+1 0+1 | 1:30:24.4 | +34.4   |
| ...   | ...                                                                                       | ...                                     | ...       | ...     |
| 7.    | Polska · Michał Piecha · Bartłomiej Golec · Robert Ponikwia · Ryszard Szary               | 0+5 1+7 0+2 0+3 0+0 1+3 0+1 0+0 0+2 0+1 | 1:32:39.4 | +2:49.4 |

## Tabela Medalowa
| Miejsce | Państwo   |   |   |   | Razem |
| ------- | --------- | - | - | - | ----- |
| 1.      | Niemcy    | 4 | 1 | 2 | 7     |
| 2.      | Norwegia  | 3 | 3 | 1 | 7     |
| 3.      | Szwecja   | 1 |   | 1 | 2     |
| 4.      | Rosja     |   | 3 | 1 | 4     |
| 5.      | Finlandia |   | 1 |   | 1     |
| 6.      | Polska    |   |   | 2 | 2     |
| 7.      | Włochy    |   |   | 1 | 1     |